# Ameth Male
Ameth Male, également surnommé Le Foutanké, né en 1963 au Fouta (Nord du Sénégal), sous le nom de Mohamed Maal, est un chanteur et guitariste sénégalais peul.
Né dans une famille de musiciens, sa mère et son frère étant compositeurs et interprètes et son père muezzin, frère de Baaba Maal, il a grandi à Podor, dans le nord du Sénégal
En 1988, il fonde le groupe Dental (« rassemblement », « union » en peul).
Il s'est fait connaître en enregistrant en 2000 un album en duo avec Mansour Seck.
Il chante notamment avec Mathias Duplessy, la chanson Sati.

## Discographie
- 1996 (?) : Dounia
- 1996 : Fodeuk de David Murray
- Africa Fête de Mamadou Konté
- 2000 : Mansour Seck et Mohamed Male, avec Mansour Seck
- 2004 : Laanamayo, avec Mathias Duplessy à la guitare